# Telescopi espacial James Webb
El Telescopi Espacial James Webb (en anglès James Webb Space Telescope o JWST) és un observatori espacial dissenyat per a esdevenir el successor parcial del Telescopi espacial Hubble, i que estudia el cel en freqüència infraroja. Fou construït i operat de manera conjunta per la NASA, l'ESA i la CSA, les tres agències que han contribuït al projecte econòmicament. El projecte era conegut abans amb el nom de Next Generation Space Telescope o NGST, però fou batejat el 2002 amb el seu nom actual en honor de James E. Webb, el segon administrador de la NASA. Fou llançat el 25 de desembre del 2021 a bord d'un coet Ariane 5.

## Característiques
El telescopi espacial James Webb té una massa aproximadament la meitat de la del telescopi espacial Hubble, però el seu mirall principal, un reflector de beril·li recobert d'or de 6,5 m de diàmetre, té una àrea de recollida més de sis vegades més grossa (25,4 m²), fent servir 18 miralls hexagonals amb un enfosquiment de 0,9 m² per als punts de suport secundaris.
Està dissenyat principalment per a l'astronomia infraroja propera, però també pot veure la llum visible taronja i vermella, així com la regió de l'infraroig mitjà, segons l'instrument. El disseny emfatitza l'infraroig proper a mitjà per tres motius principals:
- els objectes d'alt desplaçament cap al roig tenen les seves emissions visibles desplaçades a l'infraroig.
- els objectes freds, com ara discos de fragments i planetes, emeten amb més força a l'infraroig.
- aquesta banda és difícil d'estudiar des de la Terra o amb telescopis espacials existents, com el Hubble.

Els telescopis terrestres han de mirar a través de l'atmosfera terrestre, que és opaca en moltes bandes d'infraroigs. Fins i tot on l'atmosfera és transparent, molts dels compostos químics objectiu, com l'aigua, el diòxid de carboni i el metà, també existeixen a l'atmosfera terrestre, cosa que complica enormement l'anàlisi. Els telescopis espacials existents, com el Hubble, no poden estudiar aquestes bandes ja que els seus miralls no són prou freds (el mirall del Hubble es manté a uns 15 °C, per la qual cosa el mateix telescopi irradia fortament a les bandes infrarojes).
JWST operarà en una òrbita d'halo al voltant del Sol-Terra L2 (punt de Lagrange), aproximadament 1.500.000 km més enllà de l'òrbita terrestre al voltant del Sol. A manera de comparació, el Hubble orbita a 550 km sobre la superfície de la Terra i la Lluna es troba a uns 400.000 km de la Terra. Aquesta distància farà que la reparació o l'actualització del maquinari posterior al llançament del JWST sigui pràcticament impossible. Els objectes propers a aquest punt L2 Sol-Terra poden orbitar al voltant del Sol en sincronia amb la Terra, cosa que permet que el telescopi es mantingui a una distància aproximadament constant amb una orientació contínua del seu parasol únic i component de suport primari respecte al Sol, la Terra i la Lluna per bloquejar-ne la calor i la llum i per mantenir les comunicacions. Aquesta disposició mantindrà la temperatura de la nau per sota dels 50 K (-223 °C) necessaris per a les observacions infrarojes.

Vista de tres quarts de la part superior
Part inferior (costat orientat al sol)

## Missió

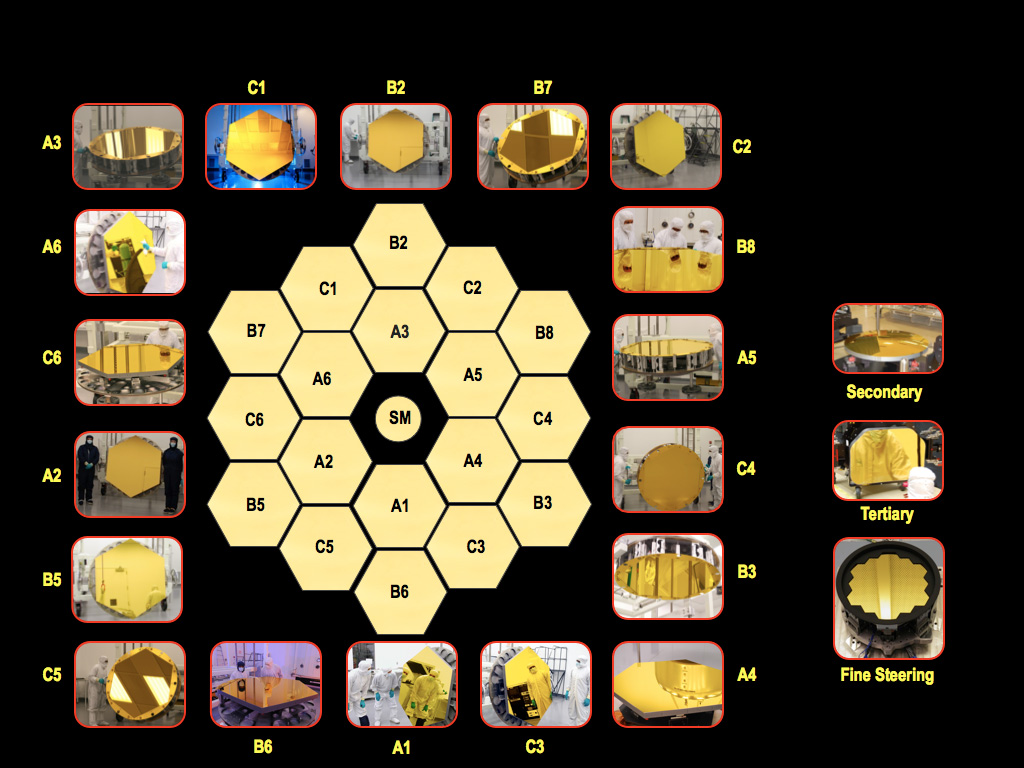
Els miralls del Telescopi Espacial James Webb.

La missió primària del JWST té quatre objectius principals: 
- Buscar la llum de les primeres estrelles i galàxies formades després del big-bang[8]
- Estudiar la formació i evolució de les galàxies
- Millorar la comprensió que es té sobre la formació d'estrelles i planetes
- Estudiar els sistemes planetaris i els orígens de la vida

Després d'un període de preparació aproximat de sis mesos, començarà la missió científica, la qual es planteja amb una duració mínima de deu anys. Com ha passat amb el Hubble, que va ser llançat el 1990, hi ha la possibilitat d'ampliar la durada de la missió més enllà d'aquest temps.

### Llançament

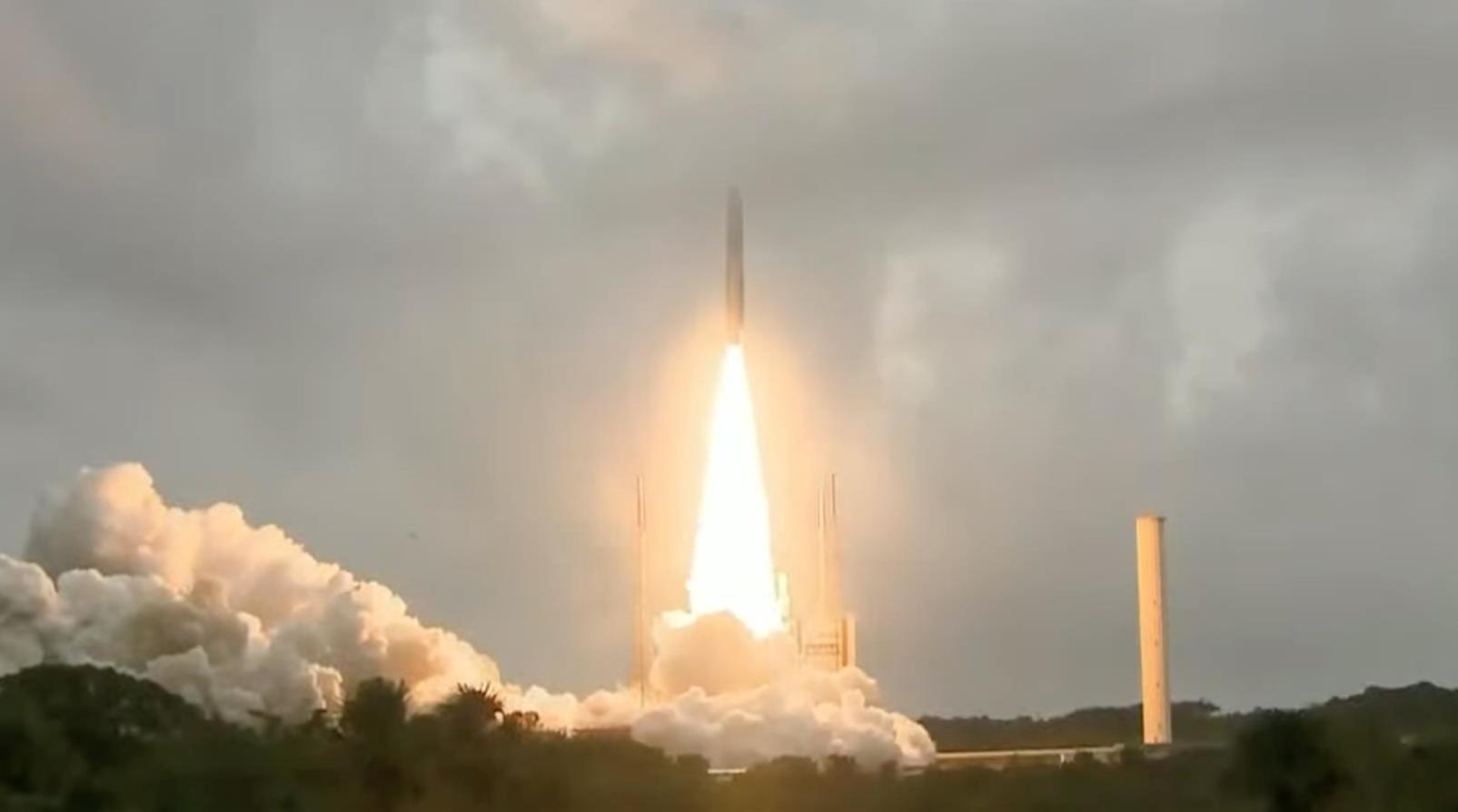
L'Ariane 5 moments després de l'enlairament

El telescopi James Webb es va llançar amb un vehicle de llançament Ariane 5, en el vol designat Ariane VA256 el 25 de desembre de 2021 des del Centre Espacial de Guaiana a la Guaiana Francesa, després de múltiples endarreriments per fer proves de tots els components i evitar els problemes inicials del seu predecessor el Hubble. El telescopi es va alliberar de la part superior del vehicle 27 minuts i 7 segons després del llançament, començant un ajust de l'òrbita de 30 dies que situarà el telescopi al punt L2 Lagrange.
El temps de missió nominal del telescopi és de cinc anys, amb un objectiu de deu anys. Aquesta missió científica planificada de cinc anys començarà després d'una fase de posada en funcionament de 6 mesos. El telescopi ha d'utilitzar un propulsor per a mantenir la seva òrbita en L2 ja que es tracta d'una òrbita inestable, per la qual cosa requereix un mantenimient de posició orbital, o el telescopi s'allunyaria d'aquesta configuració. Això en limita la vida útil, dissenyat per un mínim de deu anys.

### Òrbita
El telescopi estarà situat a prop del segon punt de Lagrange (L2) del sistema Terra-Sol, que es troba a 1.500.000 km de la Terra. Normalment, un objecte que envolta el Sol més lluny que la Terra trigaria més d'un any a completar una òrbita, però prop del punt L2 l'atracció gravitatòria combinada de la Terra i del Sol permet que una nau espacial orbiti al voltant del Sol el mateix temps que triga la Terra. El telescopi girarà al voltant del punt L2 en una òrbita d'halo, que estarà inclinada respecte l'eclíptica, tindrà un radi d'aproximadament 800.000 km i trigarà aproximadament mig any a completar-se. Com que L2 és només un punt d'equilibri sense atracció gravitatòria, una òrbita d'halo no és una òrbita en el sentit habitual: la nau espacial està en realitat en òrbita al voltant del Sol, i l'òrbita d'halo es pot considerar com una deriva controlada per romandre a les proximitats del punt L2. Això requereix un cert manteniment de l'estació: al voltant de 2–4 m/s per any del total programat de ∆v de 150 m/s. Dos conjunts de propulsors constitueixen el sistema de propulsió de l'observatori.

## Història

### Desenvolupament i muntatge
| Any  | Esdeveniment               |
| ---- | -------------------------- |
| 1996 | Inici del projecte NGST    |
| 2002 | Reanomenat a JWST, 8 a 6 m |
| 2004 | NEXUS cancel·lat           |
| 2007 | ESA/NASA MOU               |
| 2010 | MCDR passada               |
| 2011 | Proposta de cancel·lació   |
| 2021 | Llançament                 |

La primera intenció a l'hora de desenvolupar un successor del Hubble es va iniciar entre 1989 i 1994, pensant en el concepte de telescopi Hi-Z, un telescopi deflectat infraroig de 4 metres d'obertura totalment il·luminat que pogués establir-se en una òrbita de 3 UA. Aquesta òrbita distant s'hauria beneficiat de la reducció del soroll lleuger de la pols zodiacal. Altres plans que es van considerar van estar relacionats amb la missió del telescopi precursor NEXUS.
En l'època "més ràpid, millor i més barat" de mitjan la dècada de 1990 els líders de la NASA van optar per un telescopi espacial de baix cost. El resultat va ser el concepte del NGST, amb una obertura de 8 metres i situat en el punt L₂, amb un pressupost aproximat de 500 milions de dòlars. En 1997, la NASA va treballar en conjunt amb Centre de vol espacial Goddard, Ball Aerospace, i TRW per fer estudis tècnics de pressupostos i requisits, i en 1999 va ser escollida Lockheed Martin i TRW per als conceptes preliminars del disseny.
El llançament estava previst per a l'any 2007, però la data de llançament va ser retardada en diverses ocasions (vegeu la taula "Planificació de llançament i pressupostos").

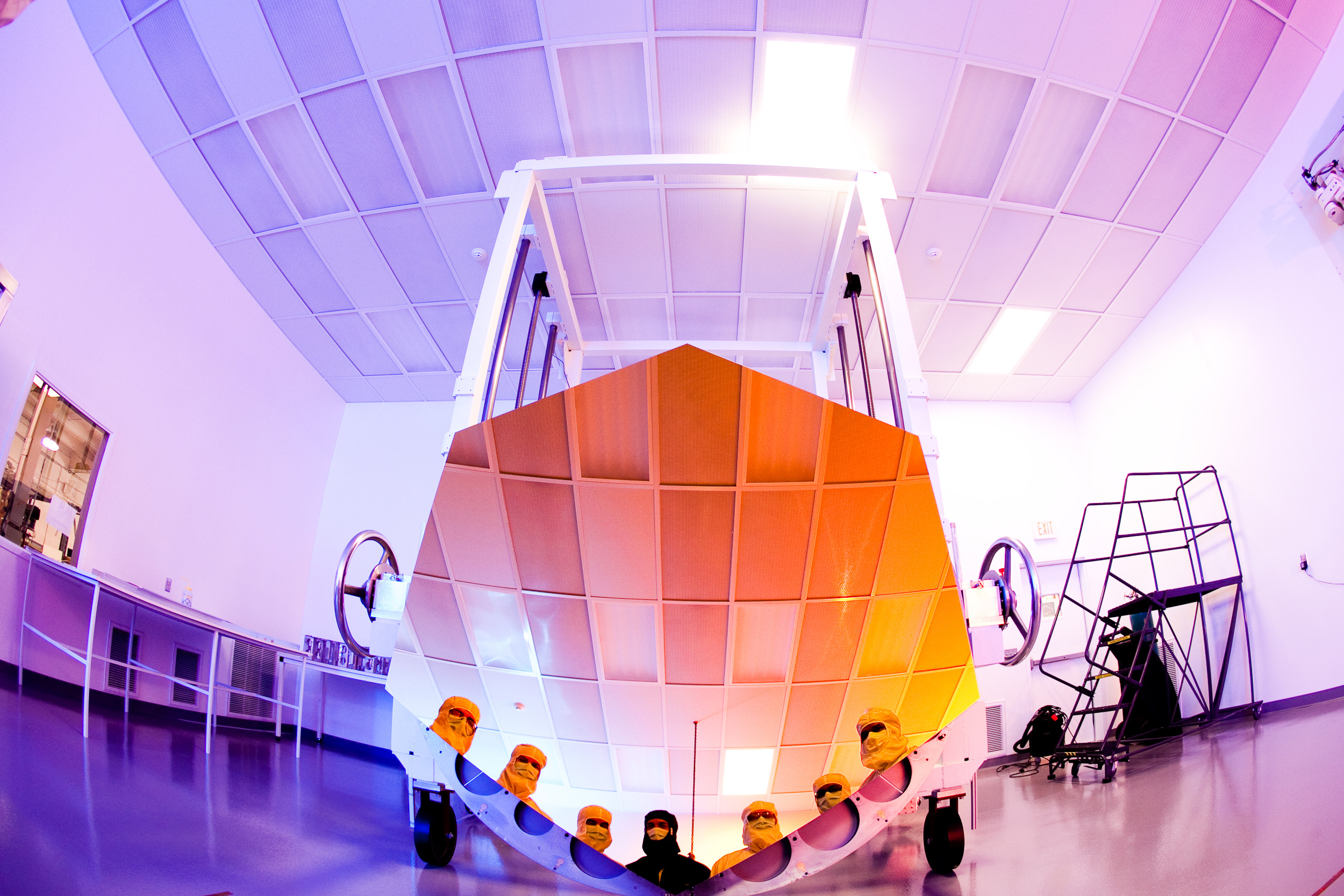
Un segment del mirall del JWST, 2010

En 2002, la NASA va acceptar el muntatge del NGST amb un pressupost inicial de 824,8 milions de dòlars, després rebatejat com a telescopi espacial James Webb, a l'empresa TRW. Amb un disseny d'un mirall primari descopat de 6,1 metres i una data de llançament prevista en 2010. Durant el mateix any, TRW va ser comprada per Northrop Grumman, convertint-se en Northrop Grumman Space Technology.
El Centre de vol espacial Goddard de la NASA a Greenbelt, Maryland, és el líder del projecte de l'observatori. El científic del projecte del telescopi espacial James Webb és John C. Mather. Northrop Grumman Aerospace Systems és el contractista principal per al desenvolupament i integració de l'observatori, sent els responsables de desenvolupar i construir l'element de la nau espacial, incloent tant el bus de la nau espacial com el parasol. Ball Aerospace va ser subcontractada per desenvolupar i construir l'Optical Telescope Element (OTE). S'ha contractat la unitat comercial Astro Aerospace de Northrop Grumman per construir el Deployable Tower Assembly (DTA) que connecta l'OTE amb el bus de la nau espacial i el Mid Boom Assembly (MBA) que ajuda a desplegar els grans panells solars en òrbita. El Centre de vol espacial Goddard també és responsable de proporcionar l'Integrated Science Instrument Module (ISIM). Un panell solar convertirà la llum solar en energia elèctrica que recarrega les bateries necessàries per operar els altres subsistemes, així com els instruments científics, però la calor d'aquestes operacions ha de dissipar-se per obtenir un rendiment òptim de l'equip a 50 K (-220 °C; -370 °F).
L'augment del pressupost comunicat durant la primavera de 2005 va conduir a una nova planificació a l'agost d'aquest mateix any. Els primers resultats tècnics de la reprogramació van ser canvis significatius en els plans d'integració i prova, un retard de llançament de 22 mesos (de 2011 a 2013) i l'eliminació de les proves a nivell del sistema per a modes d'observatori amb una longitud d'ona inferior a 1,7 micròmetres. Altres característiques principals de l'observatori no es van modificar. Després de la nova planificació, el projecte es va revisar de forma independent a l'abril de 2006. La revisió va concloure que el projecte era tècnicament sòlid, però que les fases de finançament de la NASA havien de modificar-se. La NASA va acordar modificar els pressupostos del JWST.
Amb el nou pla de 2005, el pressupost del projecte íntegrament es va estimar en aproximadament 4.500 milions de dòlars. Això abastava aproximadament 3.500 milions de dòlars per al disseny, desenvolupament, llançament i engegada, i aproximadament altres 1.000 milions de dòlars per a deu anys d'operacions. L'ESA aportaria al voltant de 300 milions d'euros, en el que s'inclou el llançament, i l'Agència espacial canadenca aportaria aproximadament 39 milions de dòlars canadencs.
Al gener de 2007, nou dels deu elements científics en desenvolupament per al projecte van passar amb èxit una revisió que no semblava ser favorable. Aquestes tecnologies es van considerar bastant completes i finalitzades com per esmenar riscos importants del projecte. Un dels elements més importants en desenvolupament, el refrigerador criogènic MIRI, va donar satisfactori en les proves a l'abril de 2007. Aquesta revisió tecnològica va representar el pas inicial en el procés que finalment va moure el projecte a la fase de disseny detallat (Fase C). Al maig de 2007, els pressupostos encara estaven en l'objectiu. Al març de 2008 el projecte va completar amb èxit el seu Preliminary Design Review (PDR) i el va passar a l'abril de 2008. Altres revisions que també van ser aprovades són la del Integrated Science Instrument Module al març de 2009, la revisió del Optical Telescope Element que es completada a l'octubre de 2009 i la revisió de la barrera solar que va ser completada al gener de 2010.
A l'abril de 2010, el telescopi va superar la prova de la Mission Critical Design Review (MCDR). Passar el MCDR significava que l'observatori integrat podrà complir amb tots els requisits científics i enginyers per a la seva missió. El MCDR també va superar totes les revisions de disseny anteriors. El cronograma del projecte va ser revisat i actualitzat durant els mesos posteriors al MCDR, en un procés anomenat Independent Comprehensive Review Panel, que va conduir a iniciar un nou pla de la missió per ser llançat en 2015, però es va tornar a posposar fins al 2018. L'any 2010, el pressupost necessari va començar a afectar un altre projecte, encara que el JWST va seguir dins del cronograma.
Al 2011, el projecte JWST estava en la fase final de disseny i fabricació (Fase C). Com és típic d'un disseny complex que no es pot canviar una vegada que s'ha llançat, hi ha revisions detallades de cada part del disseny, el muntatge i l'operació proposada. El projecte va iniciar noves fronteres tecnològiques i es van aprovar les seves revisions de disseny. En la dècada de 1990 es desconeixia si era possible fabricar un telescopi tan gran amb tan poc pes.
El muntatge dels segments hexagonals del mirall primari, que es va realitzar a través d'un braç robòtic, va començar al novembre de 2015 i es va finalitzar al febrer de 2016. El muntatge final del telescopi JWST es va completar íntegrament al novembre de 2016, i es van començar a realitzar intensos procediments de prova. Al març de 2018, la NASA va tornar a posposar el llançament fins al 2020 ja que el parasol del telescopi es va esquinçar durant un desplegament de pràctica i els cables del parasol no es van estrènyer prou.

### Pressupostos i terminis de llançament
| Any  | Llançament programat | Pressupost planificat (milions de dòlars) |
| ---- | -------------------- | ----------------------------------------- |
| 1997 | 2007                 | 500                                       |
| 1998 | 2007                 | 1.000                                     |
| 1999 | 2007 a 2008          | 1.000                                     |
| 2000 | 2009                 | 1.800                                     |
| 2002 | 2010                 | 2.500                                     |
| 2003 | 2011                 | 2.500                                     |
| 2005 | 2013                 | 3.000                                     |
| 2006 | 2014                 | 4.500                                     |
| 2008 | 2014                 | 5.100                                     |
| 2010 | 2015 a 2016          | 6.500                                     |
| 2011 | 2018                 | 8.700                                     |
| 2013 | 2018                 | 8.800                                     |
| 2017 | 2019                 | 8.800                                     |
| 2018 | 2020                 | ≥8.800                                    |
| 2018 | 2021                 | 9.660                                     |

El difícil historial pressupostari de les demores existents en el JWST són deguts a factors externs, com a retards a l'hora de decidir sobre el vehicle de llançament i el suplement de fons addicionals per a imprevists. En 2006, s'havia gastat 1.000 milions de dòlars en el desenvolupament del telescopi, amb un pressupost inicial aproximat de 4.500 milions, en aquest moment. Un article publicat en la revista Nature en 2006 indicava que en un estudi realitzat en 1984 per la Space Science Board, s'estimava que un observatori d'infrarojos de propera generació costaria al voltant de 4.000 milions de dòlars (aproximadament 7.000 milions en dòlars de 2006). A causa que el pressupost desorbitat va desviar fons previstos per a altres investigacions, la revista científica Nature va descriure el JWST com "el telescopi que es va menjar l'astronomia" en 2010. El juny de 2011, es va informar que el telescopi costaria almenys quatre vegades més que inicialment va calcular i es llançaria almenys amb set anys de retard. Les estimacions pressupostàries inicials eren que l'observatori costaria 1.600 milions i es llançaria en 2011.
En realitat al principi es va calcular el pressupost del telescopi en 1.600 milions de dòlars, però va anar amumentant al llarg del desenvolupament del projecte arribant a uns 5.000 milions de dòlars quan es va confirmar formalment que la missió s'engegaria en 2008. En l'estiu de 2010, la missió va superar la prova de Critical Design Review amb excel·lents resultats referent a assumptes tècnics, encara que el cronograma i el pressupost existent en aquest moment van portar a la Senadora de Maryland, Barbara Mikulski, a sol·licitar una revisió independent del projecte. L'Independent Comprehensive Review Panell (ICRP) presidit per J. Casani (JPL) va anunciar que la data de llançament més propera seria a la fi de 2015 amb un suplement addicional de 1.500 milions de dòlars (per a un total de 6.500 milions de dòlars). També van assenyalar que això hauria requerit finançament addicional en els anys fiscals 2011 i 2012 i que qualsevol data posterior de llançament donaria lloc a un altre suplement final més elevat.
El 6 de juliol de 2011, el comitè d'assignacions de Comerç, Justícia i Ciència de la Cambra de Representants dels Estats Units va decidir cancel·lar el projecte del JWST en proposar un pressupost per a l'any fiscal 2012 que va eliminar 1.900 milions del pressupost general de la NASA, dels quals aproximadament una cambra seria per al telescopi JWST. S'havien gastat 3.000 milions i el 75 % dels seus instruments estaven en producció. La proposta de pressupost va ser aprovada per votació del subcomité l'endemà. El comitè va acusar que el projecte suposava "milers de milions de dòlars major del pressupost inicial i plagat per una gestió deficient". No obstant això, al novembre de 2011, el Congrés va revertir els plans per cancel·lar el JWST i, en el seu lloc, va limitar els fons addicionals per completar el projecte en 8.000 milions. La finalització del projecte del telescopi segons la proposta pel comitè d'apropiació de la Càmera també hauria posat en perill el finançament d'altres missions, com el Telescopi de Sondeig Infraroig de Camp Ampli.
L'American Astronomical Society va emetre una declaració on recolzava el muntatge del JWST en 2011, igual que la senadora de Maryland, Barbara Mikulski. Diverses editorials també van veure positiu el suport al muntatge del JWST fent que apareguessin en publicacions regulars en premsa al llarg de l'any 2011.
Alguns científics es van mostrar preocupats per l'augment constant del pressupost i els retards en el cronograma del telescopi, que competeix pels escassos pressupostos dedicats a l'astronomia i, per tant, amenaça el finançament d'altres programes científics espacials. Una revisió dels registres pressupostaris de la NASA i els informes d'estat van assenyalar que el JWST està plagat de molts problemes que han afectat a altres projectes importants de la NASA. Les reparacions i proves addicionals van incloure subestimacions del pressupost del telescopi que no van permetre comptar amb despeses per a fallades tècniques esperades, projeccions pressupostàries omeses i avaluació de components per estimar les condicions de llançament extremes, estenent així el cronograma i augmentant els pressupostos encara més.
Una de les raons per les quals els pressupostos van augmentar tant és que és difícil pronosticar el valor total del desenvolupament i, en general, la previsibilitat del pressupost va millorar quan es van aconseguir les fites inicials del desenvolupament. A mitjan dècada de 2010, encara s'esperava que la contribució dels Estats Units costés 8.800 milions de dòlars. En 2007, l'ESA va fer va realitzar una contribució de 350 milions d'euros. Amb el recaptat entre els fons nord-americans i internacionals, es preveu que el valor total, sense incloure les operacions ampliades, superi els 10 000 milions de dòlars una vegada finalitzat. El 27 de març de 2018, els funcionaris de la NASA van anunciar que el llançament de JWST es retardaria fins a maig de 2020 o potser més, i van admetre que el valor del projecte podrien superar el preu de 8.800 milions de dòlars. En el comunicat de premsa del 27 de març en què es va anunciar una altra demora, la NASA va dir que publicarà una estimació de despeses revisada després que es determini una nova finestra de llançament en cooperació amb l'ESA. Si aquesta estimació excedeix el topall de 8.000 milions de dòlars que el Congrés va engegar en 2011, com es considera probable, la NASA haurà de tornar a autoritzar la missió. Al febrer de 2019, malgrat expressar les seves crítiques sobre l'augment del pressupost, el Congrés va augmentar el límit de despeses de la missió en 800 milions de dòlars.
Després de la nova revisió, el pressupost del projecte ascendeix a un total de 9.660 milions de dòlars, superant amb escreix el benvolgut en anteriors dates.

### Participació
NASA, ESA i CSA col·laboren en el telescopi des de 1996. ESA participa en el muntatge i en el llançament des de l'any 2003, després de l'aprovació de la seva col·laboració, el 2007 va signar un acord amb la NASA. A canvi d'una participació plena, representació i accés a l'observatori per als seus astrònoms, ESA proporciona l'instrument NIRSpec, l'Optical Bench Assembly de l'instrument MIRI, un coet Ariane 5 ECA i mà d'obra per recolzar durant les operacions. El CSA proporcionarà el Fine Guidance Sensor and the Near-Infrared Imager Slitless Spectrograph més mà d'obra per recolzar les operacions.
Països participants
- Àustria
- Bèlgica
- Canadà
- Txèquia
- Dinamarca
- Finlàndia
- França
- Alemanya
- Grècia
- Irlanda
- Itàlia
- Luxemburg
- Països Baixos
- Noruega
- Portugal
- Espanya
- Suècia
- Suïssa
- Regne Unit
- Estats Units

### Divulgació i exposicions

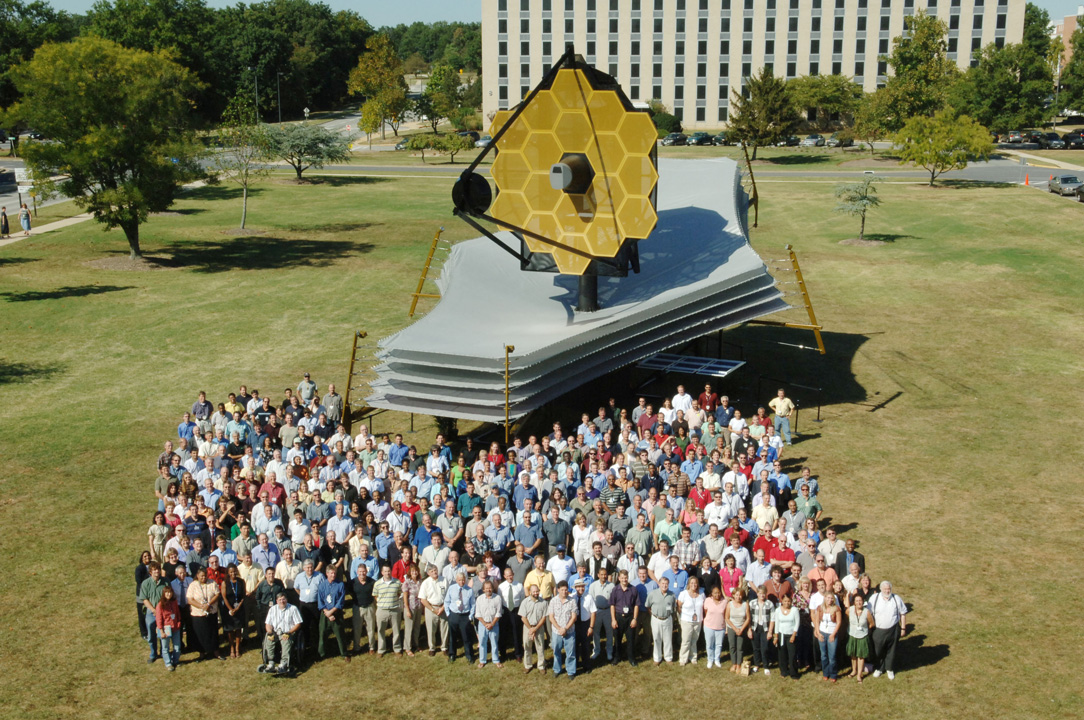
Primer model a gran escala en exhibició en Centre de vol espacial Goddard de la NASA (2005)

Un telescopi a escala real va estar exposat en diversos llocs des de 2005: als Estats Units a Seattle, Washington; Colorado Springs, Colorado; Greenbelt, Maryland; Rochester, Nova York; Manhattan, Nova York; i Orlando, Florida; i en altres ciutats com París, França; Dublín, Irlanda; Mont-real, Quebec, Canadà; Hatfield, Regne Unit; i Múnic, Alemanya. El model va ser construït per Northrop Grumman Aerospace Systems.
El maig de 2007, es va muntar un model a escala real del telescopi per exhibir-lo en el Smithsonian Institution's National Air and Space Museum on the National Mall, Washington D. C. El model tenia com a objectiu mostrar al públic una millor comprensió de la grandària, escala i complexitat del satèl·lit, així com despertar l'interès dels espectadors en la ciència i l'astronomia en general. El model és significativament diferent del telescopi, ja que el model ha de resistir la gravetat i el clima, per la qual cosa està construït principalment d'alumini i acer d'aproximadament 24×12×12 m i pesa 5,5 tones.
El model es va exhibir a Battery Park (Nova York) durant el World Science Festival 2010, on va servir de teló de fons per a una taula rodona amb el Premi Nobel John C. Mather, el astronauta John M. Grunsfeld i l'astrònoma Heidi Hammel. Al març de 2013, van traslladar el model a Austin, Texas, pel SXSW 2013.

## Òptica

Una comparació dels miralls primaris del Hubble i del James Webb.

El Telescopi espacial James Webb tindrà una massa d'aproximadament la meitat de la del Telescopi espacial Hubble i el seu mirall primari (un reflector de 6,5 metres) tindrà una àrea 6 vegades major. Com que el seu diàmetre és molt més gran que el de qualsevol vehicle de llançament actual, el mirall està compost per 18 segments hexagonals que es desplegaran des del telescopi un cop aquest estigui en òrbita. Petits motors d'alta sensibilitat situaran els segments del mirall en posició, i un cop col·locats rarament es mouran. En telescopis terrestres com el Keck a Hawaii, els segments del mirall s'ajusten contínuament per a contrarestar els efectes del vent i la gravetat.

## Instruments
L'observatori disposa s'aquests instruments:
- Optical Telescope Element (OTE)[86]
- Integrated Science Instrument Module (ISIM),[87] que inclou:
  - Near InfraRed Camera (NIRCam)[88]
  - Near InfraRed Spectrograph (NIRSpec)[89]
  - Fine Guidance Sensor (FGS)[90]
  - Mid Infrared Instrument (MIRI)[91]

L'OTE és la part òptica. Consta del mirall principal compost per 18 segments hexagonals, un mirall secundari de 0,74 m de diàmetre i d'altres terciaris, a més d'elements de suport i control. Els miralls reflectors estan recoberts d'or i reflecteixen principalment en l'infraroig. El elements de control permeten ajustar els miralls per tenir una imatge d'alta qualitat. El sistema dels 18 miralls del reflector principal tenen motors per realitzar els ajustos de les seves posicions fins a 1/10.000 del gruix d'un cabell humà.
El NIRCam (Near InfraRed Camera) és un sensor d'imatge infraroja, similar als de les càmares digitals, que tindrà una cobertura espectral que va des del límit del visible (0,6 micròmetres) fins a l'infraroig proper (5 micròmetres). Està format per 10 sensors de 4 mega-píxels cadascun. Cada mirall està realitzat en beril·li, recobert d'una fina capa d'or com a reflectant (100 nanòmetres) i finalment una capa protectora de vidre d'òxid de silici (SiO2).

## Per a més informació
- Jonathan P. Gardner [et al]. «The James Webb Space Telescope». Space Science Reviews, 123, 4, 11-2006, pàg. 484–606. arXiv: astro-ph/0606175. Bibcode: 2006SSRv..123..485G. DOI: 10.1007/s11214-006-8315-7. La proposta formal de la ciència JWST presentada el 2006.
- Jason Kalirai «Scientific discovery with the James Webb Space Telescope». Contemporary Physics, 59, 3, 4-2018, pàg. 259–290. arXiv: 1805.06941. Bibcode: 2018ConPh..59..251K. DOI: 10.1080/00107514.2018.1467648. Una anàlisi de les capacitats i les oportunitats científiques del JWST.